# 자유민주당 총무회
자유민주당 총무회(自由民主党総務会)는 일본 자유민주당의 당대회와 양원의원총회의 뒤를 잇는 최고 의사 결정 기관이다.
총무회는 일본에서 정당의 운영과 활동 방침을 심의하는 기관이다. 자민당 총무회는 25명으로 구성되며 당의 운영과 국회 활동에 관한 중요 사항을 심의·결정하고 간사장을 비롯한 당애 주요 인사에 대한 승인권을 가진다. 하지만 심의·결정을 간부 회의에 맡기는 경우도 많으며 인사에 대한 승인은 총재의 결정을 대체로 수용하는 경향이 많다.
당초 정원은 30명이었으나 2001년에 31명으로 늘어났다. 그러다가 2009년 제45회 일본 중의원 의원 총선거에서 자민당이 대패하면서 의석 수가 크게 줄자 정원을 25명으로 줄였다. 2012년 제46회 일본 중의원 의원 총선거에서 의석수를 크게 늘렸지만 총무회 정원을 되돌리지는 않았다.
자민당이 여당일 때는 내각이 국회에 제출하는 의안은 각의결정하기 전에 총무회의 승인을 받는 것이 관례였다. 이 관례는 1962년 2월 23일 총무회장 아카기 무네노리가 내각관방장관 오히라 마사요시에게 요청하면서 만들어졌다. 총무회가 가결한 법안은 당내에서 강한 구속력을 가지게 된다. 이를 위해 총무회는 항상 다수결이 아니라 만장일치로만 의결을 한다. 총무회가 의결한 것을 부정하기 위해서는 상위 기관인 당대회나 양원의원총회 의결이 필요한데 지금까지 총무회 의결을 부정한 사례는 없다.
만장일치로 의결하는 것이 관례라고는 하지만 당의 의사 결정 기관이니만큼 다양한 파벌들이 모여 있는 상황에서 이는 쉽지 않다. 그래서 총무회의 결정에 반대하는 총무는 반대 의견을 진술한 뒤 퇴장하는 것으로 형식적인 만장일치를 유도한다. 이런 방식은 각 파벌의 의견을 한 자리에서 조율하고 대립과 균열이 극한으로 치닫지 않게 방지해주는 역할을 수행한다.
한편 정부가 국회에 법안을 제출하기 전에 당에 보고하는 이 관행은 고이즈미 준이치로가 총재가 된 2001년부터 많이 약화됐다. 고이즈미가 국회에 제출하는 법안을 사전에 자민당에 제출하지 말 것을 내각에 지시했기 때문인데 이후 자민당 총무회도 반드시 만장일치로 의결을 하지 않게 되었다.
총무는 중의원 의원 중에서 11명, 참의원 의원 중에서 8명을 선임한다. 이때 중의원은 11개 비례대표구에서 한 명씩 선출하는 것이 관례이며 참의원은 참의원 집행부가 총무가 되는 것이 관례다. 나머지 6명은 총재가 지명한다.
총무회의 의장은 총무회장이 되며 그 밑에 회장 대행·회장 대리·부회장을 둔다. 회장 대리와 부회장은 두 명씩 두는데 각각 중의원 의원 한 명과 참의원 의원 한 명으로 한다.

## 총무회장
총무회장은 간사장·정무조사회장·선거대책위원장과 함께 당4역으로 불리는 핵심 요직이다. 총무 중에서 호선되며 임기는 1년이다. 중도 사임한 경우 후임자는 잔여 임기만 재임한다. 다만 총재가 새로 선임된 경우에는 잔여 임기에 상관없이 임기가 끝난 것으로 간주한다.
만장일치를 원칙으로 하는 총무회를 이끄는 자리기 때문에 의견을 조율하는 능력이 뛰어나거나 원로급 정치인이 주로 임명된다. 배후에서 주로 활동하다보니 간사장이나 정조회장에 비하면 미디어에 노출되는 빈도가 낮다. 이런 이유로 당3역 중에서 총재를 배출한 사례가 가장 적다.

### 역대 총무회장
| 대수 | 이름                | 재임 기간     | 파벌        | 총재              |
| ---- | ------------------- | ------------- | ----------- | ----------------- |
| 초대 | 이시이 미쓰지로     | 1955년~1956년 | 이시이파    | 하토야마 이치로   |
| 2대  | 스나다 시게마사     | 1956년~1957년 | 고노파      | 이시바시 단잔     |
| 2대  | 스나다 시게마사     | 1956년~1957년 | 고노파      | 기시 노부스케     |
| 3대  | 사토 에이사쿠       | 1957년~1958년 | 사토파      |                   |
| 4대  | 고노 이치로         | 1958년~1959년 | 고노파      |                   |
| 5대  | 마스타니 슈지       | 1959년        | 이케다파    |                   |
| 6대  | 이시이 미쓰지로     | 1959년~1960년 | 이시이파    |                   |
| 7대  | 호리 시게루         | 1960년~1961년 | 사토파      | 이케다 하야토     |
| 8대  | 아카기 무네노리     | 1961년~1963년 | 기시파      | 이케다 하야토     |
| 9대  | 후지야마 아이이치로 | 1963년~1964년 | 후지야마파  | 이케다 하야토     |
| 10대 | 나카무라 우메키치   | 1964년~1965년 | 고노파      | 이케다 하야토     |
| 10대 | 나카무라 우메키치   | 1964년~1965년 | 고노파      | 사토 에이사쿠     |
| 11대 | 마에오 시게사부로   | 1965년~1966년 | 마에오파    |                   |
| 12대 | 후쿠나가 겐지       | 1966년        | 마에오파    |                   |
| 13대 | 시나 에쓰사부로     | 1966년~1967년 | 가와시마파  |                   |
| 14대 | 하시모토 도미사부로 | 1967년~1968년 | 사토파      |                   |
| 15대 | 스즈키 젠코         | 1968년~1971년 | 마에오파    |                   |
| 16대 | 나카소네 야스히로   | 1971년~1972년 | 나카소네파  |                   |
| 17대 | 스즈키 젠코         | 1972년~1974년 | 오히라파    | 다나카 가쿠에이   |
| 18대 | 나다오 히로키치     | 1974년~1976년 | 이시이파    | 미키 다케오       |
| 19대 | 마쓰노 라이조       | 1976년        | 후쿠다파    | 미키 다케오       |
| 20대 | 에사키 마스미       | 1976년~1977년 | 다나카파    | 후쿠다 다케오     |
| 21대 | 나카소네 야스히로   | 1977년~1978년 | 나카소네파  | 후쿠다 다케오     |
| 22대 | 구라이시 다다오     | 1978년~1979년 | 후쿠다파    | 오히라 마사요시   |
| 23대 | 스즈키 젠코         | 1979년~1980년 | 오히라파    | 오히라 마사요시   |
| 24대 | 니카이도 스스무     | 1980년~1981년 | 다나카파    | 스즈키 젠코       |
| 25대 | 다나카 다쓰오       | 1981년~1982년 | 후쿠다파    | 스즈키 젠코       |
| 26대 | 호소다 기치조       | 1982년~1983년 | 후쿠다파    | 나카소네 야스히로 |
| 27대 | 가네마루 신         | 1983년~1984년 | 다나카파    | 나카소네 야스히로 |
| 28대 | 미야자와 기이치     | 1984년~1986년 | 스즈키파    | 나카소네 야스히로 |
| 29대 | 아베 신타로         | 1986년~1987년 | 아베파      | 나카소네 야스히로 |
| 30대 | 이토 마사요시       | 1987년~1989년 | 미야자와파  | 다케시타 노보루   |
| 31대 | 미즈노 기요시       | 1989년        | 미야자와파  | 우노 소스케       |
| 32대 | 가라사와 슌지로     | 1989년~1990년 | 나카소네파  | 가이후 도시키     |
| 33대 | 니시오카 다케오     | 1990년~1991년 | 미야자와파  | 가이후 도시키     |
| 34대 | 사토 고코           | 1991년~1993년 | 와타나베파  | 미야자와 기이치   |
| 35대 | 기베 요시아키       | 1993년~1995년 | 와타나베파  | 고노 요헤이       |
| 36대 | 무토 가분           | 1995년        | 와타나베파  | 고노 요헤이       |
| 37대 | 시오카와 마사주로   | 1995년~1996년 | 미쓰즈카파  | 하시모토 류타로   |
| 38대 | 모리 요시로         | 1996년~1998년 | 미쓰즈카파  | 하시모토 류타로   |
| 39대 | 후카야 다카시       | 1998년~1999년 | 야마사키파  | 오부치 게이조     |
| 40대 | 이케다 유키히코     | 1999년~2000년 | 가토파      | 모리 요시로       |
| 41대 | 오자토 사다토시     | 2000년        | 가토파      | 모리 요시로       |
| 42대 | 무라오카 가네조     | 2000년~2001년 | 하시모토파  | 모리 요시로       |
| 43대 | 호리우치 미쓰오     | 2001년~2004년 | 호리우치파  | 고이즈미 준이치로 |
| 44대 | 규마 후미오         | 2004년~2006년 | 쓰시마파    | 고이즈미 준이치로 |
| 45대 | 니와 유야           | 2006년~2007년 | 니와·고가파 | 아베 신조         |
| 46대 | 니카이 도시히로     | 2007년~2008년 | 니카이파    | 아베 신조         |
| 46대 | 니카이 도시히로     | 2007년~2008년 | 니카이파    | 후쿠다 야스오     |
| 47대 | 사사가와 다카시     | 2008년~2009년 | 무파벌      |                   |
| 47대 | 사사가와 다카시     | 2008년~2009년 | 무파벌      | 아소 다로         |
| 48대 | 다노세 료타로       | 2009년~2010년 | 야마사키파  | 다니가키 사다카즈 |
| 49대 | 고이케 유리코       | 2010년~2011년 | 무파벌      | 다니가키 사다카즈 |
| 50대 | 시오노야 류         | 2011년~2012년 | 마치무라파  | 다니가키 사다카즈 |
| 51대 | 호소다 히로유키     | 2012년        | 마치무라파  | 아베 신조         |
| 52대 | 노다 세이코         | 2012년~2014년 | 무파벌      | 아베 신조         |
| 53대 | 니카이 도시히로     | 2014년~2016년 | 니카이파    | 아베 신조         |
| 54대 | 호소다 히로유키     | 2016년~2017년 | 호소다파    | 아베 신조         |
| 55대 | 다케시타 와타루     | 2017년~2018년 | 다케시타파  | 아베 신조         |
| 56대 | 가토 가쓰노부       | 2018년~2019년 | 다케시타파  | 아베 신조         |
| 57대 | 스즈키 슌이치       | 2019년~2020년 | 아소파      | 아베 신조         |
| 58대 | 사토 쓰토무         | 2020년~2021년 | 아소파      | 스가 요시히데     |
| 59대 | 후쿠다 다쓰오       | 2021년~2022년 | 아베파      | 기시다 후미오     |
| 60대 | 엔도 도시아키       | 2022년~2023년 | 다니가키파  | 기시다 후미오     |
| 61대 | 모리야마 히로시     | 2023년~2024년 | 모리야마파  | 기시다 후미오     |
| 62대 | 스즈키 슌이치       | 2024년~       | 아소파      | 이시바 시게루     |

## 참고 문헌
- 奥健太郎; 河野康子 (2015). 《自民党政治の源流　事前審査制の史的検証》 [자민당 정치의 원류 ~ 사전 심사제의 역사적 검증] (일본어). 吉田書店. ISBN 978-4905497394.